# Belgisch kampioenschap shorttrack
Tijdens het Belgisch Kampioenschap Shorttrack zijn jaarlijks de nationale shorttracktitels voor de junioren, beloften en senioren te verdienen. De wedstrijd wordt georganiseerd door de KBSF en vindt afwisselend plaats op een Belgische ijsbaan.

## Mannen
| Jaar | Plaats     | Goud                                              | Zilver                                            | Brons                                             |
| ---- | ---------- | ------------------------------------------------- | ------------------------------------------------- | ------------------------------------------------- |
| 1993 |            | Stefan Huyghen                                    | Alain De Ruyter                                   | Geert Blanchart                                   |
| 1994 | Turnhout   | Stefan Huyghen                                    | Geert Blanchart                                   | Geert Dejonghe                                    |
| 1995 |            | Jason Brys                                        | Geert Dejonghe                                    | Bart Turcksin                                     |
| 1996 | Brugge     | Jason Brys                                        | Geert Dejonghe                                    | Stijn Turcksin                                    |
| 1997 |            | Stijn Turcksin                                    | Bert Janssens                                     | Simon Van Vossel                                  |
| 1998 |            | Simon Van Vossel                                  | Bart Turcksin                                     | Koen Turcksin                                     |
| 1999 | Gent       | Simon Van Vossel                                  | Steven Adriaensens                                | Pieter Gysel                                      |
| 2000 | Hasselt    | Pieter Gysel                                      | Simon Van Vossel                                  | Koen Turcksin                                     |
| 2001 | Hasselt    | Pieter Gysel                                      | Wim De Deyne                                      | Pat Van Roelen                                    |
| 2002 | Luik       | Wim De Deyne                                      | Simon Van Vossel                                  | Pieter Gysel                                      |
| 2003 | Hasselt    | Pieter Gysel                                      | Wim De Deyne                                      | Ward Janssens                                     |
| 2004 | Gent       | Pieter Gysel                                      | Wim De Deyne                                      | Jelle De Bruyn                                    |
| 2005 | Luik       | Pieter Gysel                                      | Dries Celis                                       | Wim De Deyne                                      |
| 2006 | Eeklo      | Wim De Deyne                                      | Jelle De Bruyn                                    | Pat Van Roelen                                    |
| 2007 | Eeklo      | Jelle De Bruyn                                    | Yves De Smet                                      | Martijn Proost                                    |
| 2008 | Eeklo      | Yves De Smet                                      | Jelle De Bruyn                                    | Pat Van Roelen                                    |
| 2009 | Eeklo      | Wim De Deyne                                      | Pieter Gysel                                      | Pat Van Roelen                                    |
| 2010 | Eeklo      | Maarten Slembrouck                                | Kim Duvivier                                      | Kris Schildermans                                 |
| 2011 | Eeklo      | Robin Van Steen                                   | Kim Duvivier                                      | Pat Van Roelen                                    |
| 2012 | Eeklo      | Timothy Dewispelaere                              | Maarten Slembrouck                                | Stijn Turcksin                                    |
| 2013 | Hasselt    | Timothy Dewispelaere                              | Maarten Slembrouck                                | Stijn Turcksin                                    |
| 2014 | Liedekerke | Maarten Slembrouck                                | Kim Duvivier                                      | Glenn Van de Gehugte                              |
| 2015 | Liedekerke | Maarten Slembrouck                                | Kim Duvivier                                      | Willem Dewagtere                                  |
| 2016 | Brugge     | Gert-Jan Goeminne                                 | Willem Dewagtere                                  | Maarten Slembrouck                                |
| 2017 | Lommel     | Jens Almey                                        | Gert-Jan Goeminne                                 | Ward Pétré                                        |
| 2018 | Hasselt    | Stijn Desmet                                      | Rino Vanhooren                                    | Ward Pétré                                        |
| 2019 | Turnhout   | Stijn Desmet                                      | Ward Pétré                                        | Rino Vanhooren                                    |
| 2020 | Liedekerke | Afgelast in verband met de Coronacrisis in België | Afgelast in verband met de Coronacrisis in België | Afgelast in verband met de Coronacrisis in België |
| 2021 | Hasselt    | Afgelast in verband met de Coronacrisis in België | Afgelast in verband met de Coronacrisis in België | Afgelast in verband met de Coronacrisis in België |
| 2022 | Hasselt    | Rino Vanhooren                                    | Ilias Peeters                                     | Adriaan Dewagtere                                 |
| 2023 | Deurne     | Stijn Desmet                                      | Adriaan Dewagtere                                 | Rino Vanhooren                                    |

## Vrouwen
| Jaar | Plaats     | Goud                                              | Zilver                                            | Brons                                             |
| ---- | ---------- | ------------------------------------------------- | ------------------------------------------------- | ------------------------------------------------- |
| 1993 |            | Bea Pintens                                       | Sofie Pintens                                     | Ann Everaert                                      |
| 1994 |            | Bea Pintens                                       | Sofie Pintens                                     | Ann Everaert                                      |
| 1999 | Gent       | Els Bauters                                       | Sofie Van Landeghem                               | Sandra Maes                                       |
| 2000 | Hasselt    | Els Bauters                                       | -                                                 | -                                                 |
| 2001 | Hasselt    | Els Bauters                                       | Ulrieke Heirbaut                                  | Els Ebens                                         |
| 2002 | Luik       | Els Bauters                                       | -                                                 | -                                                 |
| 2003 | Hasselt    | Els Bauters                                       | -                                                 | -                                                 |
| 2004 | Gent       | Kim De Dapper                                     | -                                                 | -                                                 |
| 2005 | Luik       | Els Bauters                                       | Kim De Dapper                                     | -                                                 |
| 2006 | Eeklo      | Kim De Dapper                                     | Nele Dieryckx                                     | -                                                 |
| 2007 | Eeklo      | Kim De Dapper                                     | Nele Dieryckx                                     | -                                                 |
| 2008 | Eeklo      | Els Bauters                                       | Jill Yla                                          | -                                                 |
| 2009 | Eeklo      | Isabella Crombez                                  | Jill Yla                                          | An Mommaerts                                      |
| 2010 | Eeklo      | Anne-Sophie Davreux                               | Evy Tillaert                                      | Marieke Slembrouck                                |
| 2011 | Eeklo      | Evy Tillaert                                      | Marieke Slembrouck                                | -                                                 |
| 2012 | Eeklo      | Anne-Sophie Davreux                               | Evy Tillaert                                      | Jessica Gaudesaboos                               |
| 2013 | Hasselt    | Jessica Gaudesaboos                               | Marieke Slembrouck                                | Sabrina Gaudesaboos                               |
| 2014 | Liedekerke | Catherine Alexander                               | Evy Tillaert                                      | Marieke Slembrouck                                |
| 2015 | Liedekerke | Kim De Dapper                                     | Alexandra Danneel                                 | Daphné Merlevede                                  |
| 2016 | Brugge     | Alexandra Danneel                                 | Daphné Merlevede                                  | Sabrina Gaudesaboos                               |
| 2017 | Lommel     | Hanne Desmet                                      | Alexandra Danneel                                 | Daphné Merlevede                                  |
| 2018 | Hasselt    | Hanne Desmet                                      | Daphné Merlevede                                  | Eline Van Looken                                  |
| 2019 | Turnhout   | Hanne Desmet                                      | Alexandra Danneel                                 | Daphné Merlevede                                  |
| 2020 | Liedekerke | Afgelast in verband met de Coronacrisis in België | Afgelast in verband met de Coronacrisis in België | Afgelast in verband met de Coronacrisis in België |
| 2021 | Hasselt    | Afgelast in verband met de Coronacrisis in België | Afgelast in verband met de Coronacrisis in België | Afgelast in verband met de Coronacrisis in België |
| 2022 | Hasselt    | Tineke den Dulk                                   | Alexandra Danneel                                 | Caroline Vandenbulcke                             |
| 2023 | Deurne     | Hanne Desmet                                      | Alexandra Danneel                                 | Caroline Vandenbulcke                             |

## Broninformatie
- Uitslagen van kampioenschappen voor 2007 zijn digitaal niet beschikbaar.